# Il cacciatore di teste (romanzo)
Il cacciatore di teste (titolo originale in norvegese: Hodejegerne) è un romanzo scritto da Jo Nesbø e pubblicato nel 2008.

## Trama
Roger Brown è uno stimato e ricercato cacciatore di teste pagato dalle grandi aziende per trovare e mettere la persona giusta al posto giusto. Ha però un hobby segreto, i furti d'arte, attività necessaria per mantenere un più che elevato stile di vita e l'atelier d'arte, che è un'attività dai costi altissimi, della adorata moglie Diana. I furti sono possibili grazie alla complicità di Ove Kjikerud, un responsabile dei sistemi di sicurezza.
Come per caso, ad un vernissage, la moglie lo mette in contatto con un prestante olandese, Clas Greve un alto dirigente che si è appena dimesso perché la ditta per la quale lavorava è stata acquisita da una concorrente. Clas sembra essere il candidato ideale da proporre ad una società all'avanguardia dei sistemi miniaturizzati di tracciamento GPS. Durante un colloquio viene a sapere che l'olandese ha ereditato nientemeno che un quadro di Peter Paul Rubens, dipinto da tutti creduto disperso durante la Seconda guerra mondiale. Brown pensa immediatamente a come realizzare il colpo.
Ma niente in questa storia va come previsto. E nell'appartamento di Greve, Roger Brown trova sì il prezioso Rubens, ma anche qualcosa che non cercava affatto, il cellulare della moglie sotto il letto di Clas. Lo scaltro cacciatore di teste altro non è che una pedina in un gioco più complesso. Un intricato puzzle che si dipana e si spiega man mano. Da cacciatore Brown diventa cacciato. Alla fine però, riuscirà lo stesso a spuntarla e ad uscire da situazioni apparentemente senza scampo con rocamboleschi colpi di scena.

## Personaggi

### Roger Brown
Roger Brown è uno dei migliori cacciatori di teste di Oslo. Complessato per la sua bassa statura e con alle spalle un'infanzia difficile a causa dell'alcolismo del padre, vive una vita al di sopra delle sue possibilità. È sposato con Diana, una donna affascinante di estrazione sociale superiore alla sua. Per mantenere un alto tenore di vita è dedito ai furti di opere d'arte.

### Diana
Diana, è la moglie di Roger. È proprietaria di una galleria d'arte. Quando è rimasta incinta il marito l'ha convinta ad abortire. Per questo motivo Diana diverrà in un primo momento amante e complice di Clas Greve.

### Clas Greve
Clas è stato amministratore delegato di un'importante azienda olandese. È un ex-militare, apparteneva alle forze speciali della Marina reale olandese. Si è trasferito ad Oslo per ristrutturare la casa della nonna, dove ha trovato un importante quadro di Rubens scomparso durante la seconda guerra mondiale. Roger pensa che sia il candidato da proporre ad un'importante società. Però Clas si rivelerà molto diverso dalle apparenze. Il suo obiettivo era impossessarsi della Pathfinder, l'azienda per la quale Roger stava cercando dei candidati. E per perseguire il suo scopo non esita a circuire Diana, a servirsi della complicità di Lotte, ad uccidere chiunque intralci il suo obiettivo.

### Lotte Madsen
Lotte è stata l'amante di Roger. È una traduttrice danese, piccola, dolce e remissiva. Si offre di aiutare Roger quando ormai è braccato.

### Ove Kjikerud
Capo della security di una delle più importanti agenzie di sicurezza, è il complice di Roger nei furti d'arte. È lui che si occupa di procurargli le chiavi degli appartamenti, di disattivare i sistemi di allarme e di vendere le opere d'arte trafugate. Si troverà coinvolto nelle trame di Greve.

## Opere derivate
Nel 2011 dal romanzo è stato tratto il film Headhunters - Il cacciatore di teste, diretto da Morten Tyldum con i protagonisti Aksel Hennie, Nikolaj Coster-Waldau e Synnøve Macody Lund.

## Edizioni in italiano
- trad. Maria Teresa Cattaneo, Torino: Einaudi, 2013